# Luigi Ciacchi
Luigi Ciacchi (Pésaro, 16 de agosto de 1788 — Roma, 17 de dezembro de 1865) foi um cardeal da Igreja Católica e membro da Cúria Romana.

## Biografia
Filho do Conde Andrea Ciacchi e irmão de Virginia Ciacchi, foi criado cardeal em 12 de fevereiro de 1838 pelo Papa Gregório XVI. Quando o Papa o "condecorou com a púrpura dos cardeais", a cidade de Pesaro publicou em 20 de maio um folheto intitulado Versos Italianos e Latinos publicado na auspiciosa promoção à sagrada púrpura romana do eminentíssimo Príncipe Luigi Ciacchi, do qual foram impressos trezentos exemplares.
Muito pouco se sabe sobre ele, mas uma linha cronológica mais ou menos bem definida pode ser traçada:
- 16 de agosto de 1788 - nasceu em Pesaro.
- Em 1827, o Papa Leão XII elegeu-o delegado apostólico de Pesaro.

Tornou-se pró-legado em Bolonha em 1828. 
- Entre 1830 e 1834 foi eleito delegado apostólico em Macerata por Gregório XVI.
- De 24 de janeiro de 1834 a 12 de fevereiro de 1838, foi governador de Roma e vice-camareiro, além de diretor geral da polícia.
- No consistório de 12 de fevereiro de 1838 foi elevado a cardeal pelo Papa Gregório XVI.
- Em 15 de fevereiro de 1838, tornou-se cardeal diácono de Sant'Angelo in Pescheria.
- Em março de 1838, ele se tornou o protetor de sua cidade natal, Pesaro.
- Em 1846, participou do conclave que elegeu o Papa Pio IX.
- Em 29 de março de 1847 foi feito legado apostólico de Ferrara. Enquanto estava em Ferrara, ele protestou duas vezes contra a colonização austríaca da cidade, mas sem obter nenhum resultado, mesmo tendo o apoio do Papa. Ele renunciou ao cargo em 3 de julho de 1848.
- Em março de 1848, ele se tornou Secretário de Estado e o Papa Pio IX o chamou para o Conselho de Ministros e ele se tornou presidente do conselho de ministros do Gabinete Mamiani.
- Em 4 de maio de 1848, ele abandonou o cargo de Presidente do Conselho de Ministros e o de Secretário de Estado, para se aposentar da vida pública quatro dias depois, em 8 de maio de 1848.

Ele morreu em 17 de dezembro de 1865 em Roma. Seu corpo foi sepultado na igreja de Santa Maria in Campitelli , em Roma, onde também foi realizado o funeral, com a presença do Papa, que tinha certa simpatia pelo Cardeal Ciacchi. Ele foi enterrado em seu diaconato, como era seu desejo.